# フレデリック・C・シャーマン
「テッド」・フレデリック・カール・シャーマン (Frederick Carl Sherman, 1888年5月27日 - 1957年7月27日) は、アメリカ海軍の軍人、最終階級は中将。第二次世界大戦後半の太平洋戦線における高速空母機動部隊の指揮官の一人である。
アメリカ海軍作戦部長などを務めたフォレスト・P・シャーマン大将とは別人。この項ではフォレストの方を「F・P・シャーマン」として表記する。

## 生涯

### 誕生からアナポリス卒業まで
「テッド」こと、フレデリック・カール・シャーマンは1888年5月27日、ミシガン州ポートヒューロンで生まれた。シャーマンの祖父、ロレーン・シャーマンはポートヒューロンの「The Daily Times」の編集発行人であった。父親のフレデリック・ワード・シャーマンは同紙を1907年に売却しカリフォルニアに移り住み、1911年にサンタバーバラで「The Daily Independent」を編集、発行した。
シャーマンは1910年に海軍兵学校（アナポリス）を卒業する。シャーマンの世代は卒業年次から「アナポリス1910年組」と呼称され、同期にはマーク・ミッチャー、チャールズ・A・パウナル、レイモンド・スプルーアンスの参謀となるチャールズ・J・ムーア（カール・ムーア）らがおり、卒業成績は131名中24位だった。シャーマン以外の卒業成績はパウナル81位、ミッチャー103位でムーアの順位は不明であるが、このうちミッチャーは1904年に一旦アナポリスに入学したものの、素行や成績などの問題で一度退学処分を受け、1906年に再入学してシャーマンらと同じクラスになった。

### 青年期から「レキシントン」艦長まで
卒業後は装甲巡洋艦「モンタナ」(USS Montana, ACR-13) を振り出しに、戦艦「オハイオ」 (USS Ohio, BB-12) 、装甲巡洋艦「メリーランド」 (USS Maryland, ACR-8) に乗り組み、1917年から参戦した第一次世界大戦にはモニター「シャイアン」 (USS Cheyenne, BM-10) 、潜水艦H-2 (USS H-2, SS-29) およびO-2 (USS O-2, SS-63) 乗り組みとして参加した。大戦後は戦艦「ミネソタ」 (USS Minnesota, BB-22) 、「ウェストバージニア」 (USS West Virginia, BB-48) 、軽巡洋艦「デトロイト」 (USS Detroit, CL-8) に勤務。飛行訓練を受けパイロットとなった後、1937年に部隊指揮官として空母「サラトガ」 (USS Saratoga, CV-3) 乗り組みとなる。1938年にはサンディエゴ海軍航空基地で勤務し、大佐に昇進後、1940年には「レキシントン」 (USS Lexington, CV-2) 艦長に着任して太平洋戦争開戦を迎える。
開戦当時、「レキシントン」はミッドウェー島へ飛行機の輸送任務を行っていた、開戦を受けて「レキシントン」以下第12任務部隊は真珠湾に引き返し、臨時編成の艦隊を仕立ててウェーク島の救援に急行するも、12月23日に陥落して救援は成らなかった。1942年1月11日、日本の潜水艦伊号第六潜水艦（伊6）の雷撃により「サラトガ」が損傷したため、「レキシントン」は「サラトガ」に代わってウィルソン・ブラウン中将（アナポリス1902年組）の第11任務部隊に移り、マーシャル・ギルバート諸島機動空襲ではウェーク島を攻撃することになっていたが、随伴の給油艦ナチェス(USS Neches, AO–5) が日本潜水艦伊号第七二潜水艦（伊72）の雷撃で失われ、攻撃は中止された。2月から3月にかけては、第11任務部隊はニューギニア方面で戦闘を行い、3月10日には空母「ヨークタウン」 (USS Yorktown, CV-5) を基幹とするフランク・J・フレッチャー少将（アナポリス1906年組）の第17任務部隊と合同でラエ、サラモアに上陸した日本軍を、104機の艦載機による南からのオーエンスタンレー山脈を越えた攻撃で痛めつけた（ラエ・サラモアへの空襲）。その後「レキシントン」を含む第11任務部隊は真珠湾で整備ののち珊瑚海に向かい、ポートモレスビー攻略を狙う日本艦隊との間で珊瑚海海戦を戦う。しかし、「レキシントン」は空母「翔鶴」および「瑞鶴」の艦載機の攻撃で大きな損害を受け、やがて激しい爆発を起こして消火しきれないほど炎上。シャーマンは総員退艦を令し、乗組員を退去させたあと、「レキシントン」は駆逐艦フェルプス (USS Phelps, DD-360) の魚雷により処分された。アメリカ軍は、日本軍のポートモレスビー侵攻を最終的に断念させたことで、戦略的勝利を得ることができた。

### ソロモン戦線
合衆国艦隊司令長官兼海軍作戦部長アーネスト・キング大将（アナポリス1901年組）は、1930年から1932年まで「レキシントン」の艦長を務めていたこともあってか、「レキシントン」には深い愛着を持っていた。また、艦船を沈めた者には罰をもって対処する方針を採っていた。そのため、フレッチャーは結果的に日本軍の侵攻を断念させたにもかかわらず、この時は中将への昇進が見送られた。艦長だったシャーマンに対してはどのように対処したのかは定かではないが、少将に進級したシャーマンは、1942年末までキングの下で副参謀長として仕える。
その後、シャーマンは再び前線に出て、1943年からは南太平洋部隊（ウィリアム・ハルゼー大将（アナポリス1904年組））でデウィット・C・ラムゼー少将（アナポリス1912年組）とともに空母を含んだ任務部隊の指揮を執る。この頃、南太平洋部隊には「病み上がり」の「サラトガ」と、1942年10月26日の南太平洋海戦で損傷した「エンタープライズ」 (USS Enterprise, CV-6) の2隻の空母がいたが、この時点での空母の絶対数が少なく、またラバウルからの日本軍飛行機を警戒するあまり、ハルゼーは空母をガダルカナル島より遠方に派遣することをせず輸送船団の護衛に専念させていた。「エンタープライズ」がオーバーホールで戦線から離れるに至り、アメリカ海軍はイギリス海軍から空母「ヴィクトリアス」 (HMS Victorious, R38) を借用して「サラトガ」とともに、ラムゼーの下で約1カ月間空母作戦を継続させた。5月15日、合衆国艦隊は各任務部隊の規模を艦隊規模に拡張して、番号を割り振った。以後、ハルゼーの南太平洋部隊は第3艦隊となり、同様に中部太平洋部隊は第5艦隊となった。シャーマンの「サラトガ」を基幹とする任務部隊も、以降は「第38任務部隊」と呼称されることとなった。
エセックス級航空母艦、インディペンデンス級航空母艦の諸艦が順次竣工し、訓練を経て前線に出てくるようになると、ハルゼーは新鋭空母の派遣を太平洋艦隊司令長官チェスター・ニミッツ大将（アナポリス1905年組）に申し出るが、ニミッツは新鋭艦に経験をつけさせるため、中部太平洋にとどめ置いて南太平洋方面にはなかなか向かわせなかった。ブーゲンビル島の戦いを目前にしていたハルゼーは真珠湾へ飛び、艦船の増勢を改めて要請し、戦いにはわずかに間に合わないものの艦船の派遣が約束された。このうちの1隻、空母「プリンストン」 (USS Princeton, CVL-23) が第38任務部隊に入って作戦することとなったが、ハルゼーは艦船派遣に際してニミッツから、11月20日までに「サラトガ」を含む空母を返却、あるいは差し出すよう要求されていた。第38任務部隊は、ハルゼーがおそらく知らないところで第5艦隊に編入されていたが、これは当時、ギルバート諸島攻略のガルヴァニック作戦を控えており、主だった戦闘艦艇は第5艦隊に割り振られていた事情もあった。11月1日と2日、シャーマンの第38任務部隊の艦載機は、エンプレス・オーガスタ湾上陸作戦の支援のためブカ島およびブーゲンビル島の日本軍飛行場を空襲したが、この方面でアメリカ海軍の空母が作戦するのは、シャーマンが「レキシントン」艦長時代に接近したとき以来だった。第38任務部隊とともに主要な水上部隊だった第39任務部隊（アーロン・S・メリル少将）は、エンプレス・オーガスタ湾の湾外で大森仙太郎少将率いる日本艦隊と交戦してこれを追い払ったが（ブーゲンビル島沖海戦）、第39任務部隊は上陸作戦掩護から休みなく行動を続けており、海戦後の11月3日にはツラギ島に帰投して整備を補給を開始した。シャーマンの第38任務部隊もまた、補給のためレンネル島近海まで下がっていた。
事態は11月4日に大きく動く。この日、偵察の B-24 が栗田健男中将率いる日本艦隊を発見。この報告を受けたハルゼーは「南太平洋軍司令官としての全任期中に直面したもっともきびしい緊急事態」に即座に対処しなければならなかった。参謀が検討した結果、「第38任務部隊に、ラバウルで給油中の日本艦隊を空襲させる」という案が浮上して、すぐさま作戦計画を作り上げる。しかし、作戦計画を提出されたハルゼーには迷いが生じていた。アメリカの空母任務部隊はこれまで、ラバウルのような「強固に要塞化した陣地」への攻撃をしたことがなかった。また、作戦計画自体が1942年11月の第三次ソロモン海戦を思い起こさせ、海戦時にダニエル・J・キャラハン、ノーマン・スコット両少将に与えた命令に匹敵するものと考えていた。シャーマンが反撃を受け大きな損害を蒙る懸念すらあったが、最終的にはエンプレス・オーガスタ湾の上陸部隊を脅威から守るために、作戦計画を了承した。11月5日に行われた空襲は大いに成功し、栗田は艦隊をまとめてさっさとトラック諸島に逃げ帰った。戦果に気をよくしたハルゼーは第38任務部隊に加え、ニミッツが新たに派遣したアルフレッド・E・モントゴメリー少将（アナポリス1912年組）麾下の第50.3任務群に再度のラバウル空襲を命じる。しかし、11月11日に行われた空襲で戦果を挙げたのはモントゴメリーの第50.3任務群の方で、シャーマンの第38任務部隊はラバウルの東方海上に接近したものの、悪天候に妨げられて攻撃隊を発進させることができなかった。また、前回とは違って反撃を受けたため（ろ号作戦#11月11日　第三次ブーゲンビル島沖航空戦）、午後に予定されていた攻撃を取り止めて北上し、ギルバート方面にいる第5艦隊に合流していった。

### 第58（38）任務部隊
シャーマンがソロモン戦線で戦っているころ、中部太平洋方面では第5艦隊が作戦しており、8月5日付で中将に昇進したスプルーアンスが第5艦隊司令長官に、翌8月6日付でシャーマンと同期のパウナルが第3空母部隊司令官となった。パウナルの空母任務部隊は「第50任務部隊」と呼称され、南鳥島、ウェーク島、ギルバート諸島と連続して空襲作戦を行い、ガルヴァニック作戦や12月のクェゼリン攻撃で多少の損害があったものの作戦は概ね成功していた。ところが、クェゼリン攻撃のあとにパウナルは司令官から更迭される。そもそもの始まりは「南鳥島攻撃では反撃の恐れがなかったにもかかわらず、パイロット救助任務を潜水艦に丸投げして即座に避退した」とか、「タラワ攻撃では、再攻撃すべきとの進言を退けて避退した」とか、挙句の果てには「機動部隊を率いる事を後悔した発言をした」などという話が上層部に「ご注進」されていたが、その「ご注進」先の一つが海軍航空のクラウンプリンスだったジャック・タワーズ中将（アナポリス1906年組）だった。1942年10月以来、ハワイの太平洋航空部隊司令官を務めたタワーズは、第5艦隊創設時にその指揮官を強く望んだが叶わなかった。「ご注進」を受け取ったタワーズは、ニミッツに対してパウナルの更迭を進言したのである。12月末、ニミッツはタワーズ、太平洋艦隊参謀長チャールズ・マクモリス少将、同艦隊作戦参謀F・P・シャーマンと協議を行い、スプルーアンスに何も知らせずパウナル更迭を決定する。
更迭を決定したとなれば、その後任を決めなければならない。航空をかじり、かつ部隊指揮の経験のある少将クラスの人材は限られていた。候補はシャーマン、モントゴメリー、そしてシャーマンと同期のミッチャーらが挙げられ、上の世代になればタワーズとジョン・S・マケイン・シニア少将（アナポリス1906年組）が挙げられた。このうち、パイロット出身のタワーズは強い個性ゆえにキングやニミッツから敬遠されており、マケインはキングの子飼いで手放す気がなかった。消去法により最後まで残ったのは、航空経験が長くないが空母艦長や空母任務群経験のあるシャーマンと、航空経験が長く空母艦長の経験があるが空母任務群経験のないミッチャーに絞られた。そこに、太平洋艦隊副司令官になったタワーズが口を挟む。タワーズ曰く、シャーマンは「自己中心的で寛容でないため、搭乗員にきわめて不人気。有能ではあるが部下が心から忠誠を尽くそうとしないので、高級指揮官には不適」であると。タワーズ発言の真偽のほどは定かではないが、ニミッツはミッチャーをパウナルの後任に据えた。この決定にスプルーアンスは怒りを見せた。スプルーアンスはパウナルの一連の働きには満足しており、その後任がミッドウェーの一件以来嫌っていたミッチャーだったのが気に食わなかった。スプルーアンスは、この更迭劇がタワーズやその一派による陰謀だともみなしており、もともと嫌っていたタワーズをいっそう憎んだ。
面白くないのはシャーマンも同様だった。ミッチャーの第3空母部隊司令官就任が決まったのと同じころ、中部太平洋方面の艦隊の司令部を第5艦隊と第3艦隊の交互に指揮させるプランが創出され、スプルーアンスとミッチャーの組み合わせが決まったあと、ハルゼーの下で空母任務部隊の指揮を執る者の選定が行われた。ハルゼーとミッチャーはシャーマンを推薦したが、キングが独断で子飼いで、パウナルの後釜選びでは「手放す気がなかった」はずのマケインを内定し、シャーマンは再び煮え湯を飲まされた。続けさまに外れくじを引いたシャーマンは第1空母任務群司令官となった。シャーマンは日記に次のように記す。
シャーマンはクェゼリンの戦い、トラック島空襲、マリアナ諸島空襲で第58.3任務群を率いたが、3月25日から8月までは西海岸艦隊航空団指揮官に転出していたため、6月19日のマリアナ沖海戦には参加していない。マリアナの戦いがアメリカの勝利に帰すると、第5艦隊は第3艦隊と交替して司令部は休養に入ることとなった。しかし、ミッチャーのみ3カ月間限定で高速空母任務部隊司令官の地位から動かなかった。第3艦隊での第二高速空母任務部隊司令官に内定していたマケインの技量が十分ではなかったため、マケインに第38.1任務群を与えて「研修期間」としたためで、第5艦隊と第3艦隊の交替は8月26日付で行われた。シャーマンはミッチャーの旗艦である空母「レキシントン」 (USS Lexington, CV-16) を含んだ第38.3任務群を指揮した。第38任務部隊は沖縄への空襲、これに対する日本側の反撃およびルソン島攻撃を経て10月20日からのレイテ島の戦いおよびレイテ沖海戦と戦うが、10月24日、日本機の反撃を受けてラバウル空襲の「戦友」であった「プリンストン」が炎上する。第38.3任務群は一時、栗田の日本艦隊に対する攻撃隊を飛ばすことができなかった。「プリンストン」は最終的に、その火災が夜間攻撃の目印となることを危惧したミッチャーの命によって処分された。10月30日、第38・3任務群のウルシー環礁への帰投をもってミッチャーはマケインに高速空母任務部隊司令官の権限を委譲して休養に入ったが、シャーマンは引き続き第38.3任務群を率い、フィリピンの戦いの支援や、1945年に入って1月の南シナ海での、ヒ86船団を含む日本艦船の掃討戦、2月の硫黄島の戦い、3月中旬からの沖縄諸島や九州への攻撃、呉軍港空襲と転戦。沖縄戦開始後の4月7日に起こった坊ノ岬沖海戦では主に午後からの攻撃を担当し、戦艦「大和」、駆逐艦「涼月」、「霞」に複数の命中弾を与えた。沖縄戦におけるミッチャーの旗艦「バンカー・ヒル」 (USS Bunker Hill, CV-17) は、フィリピンと同様にシャーマンの任務群内にいたが、「バンカー・ヒル」は5月11日に特攻攻撃で大破し、指揮が一時的に執れなくなったミッチャーは、状況が落ち着くまでの間シャーマンに第58任務部隊の指揮を委ねた。
5月27日、ニミッツは第5艦隊と第3艦隊の入れ替えを行い、第58任務部隊改め第38任務部隊の指揮はマケインに譲られた。第5艦隊は将来行われるダウンフォール作戦のための準備を指示されたが、そのスタッフの中にミッチャーはいなかった。ダウンフォール作戦において、これまで司令部の異動のみで中身が同じだった第58任務部隊と第38任務部隊は名実とともに分離され、海軍作戦部次長（航空担当）に転出したミッチャーに代わってシャーマンが第58任務部隊司令官（第一高速空母任務部隊司令官）に、タワーズがマケインに代わって第38任務部隊司令官（第二高速空母任務部隊司令官）に就任することとなった。シャーマン（とタワーズ）はついに空母任務部隊のトップに立ったのである。しかし、日本の降伏により実戦を戦うことはなかった。

### 戦後
1945年11月、第5艦隊を率いてきたスプルーアンスが太平洋艦隊司令長官に転出してタワーズが第5艦隊司令長官となったが、スプルーアンスが間もなく海軍大学校長に、タワーズがスプルーアンスの後任として太平洋艦隊司令長官となる。1945年7月13日付で中将に昇進していたシャーマンは、タワーズの後任として1946年1月18日から9月1日まで第5艦隊司令長官を務めた。シャーマンは翌1947年3月1日に大将に名誉進級して退役。退役後は戦争中の体験を元にして「Combat Command」を執筆した。同書は1950年にE・P・ダットン・インクより出版され、1982年にはバンタム・ブックスより再版された。1957年7月27日、シャーマンはカリフォルニア州サンディエゴで心臓発作により死去した。69歳没。シャーマンは海軍十字章を3度受章している。
1961年1月11日、カリフォルニア州サンクレメンテ島のサンクレメンテ海軍補助航空基地はシャーマンに因み、「フレデリック・C・シャーマン・フィールド」と名付けられた。